# Matthew Sadler

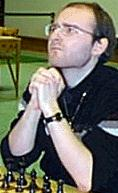
Matthew Sadler, Porz 1999

Matthew Sadler (nacido el 5 de mayo de 1974 en Inglaterra) es un Gran Maestro Internacional y escritor de ajedrez
Sadler ganó el Campeonato de Gran Bretaña de ajedrez en 1995 a la edad de 21 años y volvió a ganarlo en 1997 (junto con Michael Adams). Sadler representó a Inglaterra en la Olimpiada de ajedrez de 1996, con un resultado de 10½/13, ganando una medalla de oro como mejor puntuación en el cuarto tablero (Inglaterra terminó cuarta), también jugó en la de 1998 puntuando 7½/12. Hizo 7/9 en el cuarto tablero de Inglaterra en el Campeonato de Europa por equipos de ajedrez en Pula (Croacia) en 1997. Esta fue la mejor puntuación individual de los cinco componentes del equipo inglés y ayudó a ganar la medalla de oro por equipos en un gran evento senior por primera vez en la historia del ajedrez de Inglaterra. Se pronosticó que podría alcanzar los niveles de juego de los principales jugadores ingleses como Michael Adams y Nigel Short, pero ha tomado la decisión de dejar el ajedrez profesional, optando por una carrera en IT. Durante muchos años, fue revisor de libros para la revista New in Chess y también ha escrito libros y artículos para otras revistas de ajedrez. En 2000, su libro Gambito de Dama Declinado (publicado por Everyman) fue premiado como libro del año por la Federación Británica de Ajedrez. La madre de Sadler es francesa y también está calificado para jugar eventos cerrados en Francia.